# Hartliella cupricola
Hartliella cupricola är en tvåhjärtbladig växtart som beskrevs av Eb. Fischer. Hartliella cupricola ingår i släktet Hartliella och familjen Linderniaceae. Inga underarter finns listade i Catalogue of Life.